# Saison 2 de Jumanji
Chronologie
Saison 1 de Jumanji Saison 3 de Jumanji
Cet article présente le guide des épisodes de la deuxième saison de la série télévisée d'animation Jumanji.

## Épisode 1:La Guerre des fourmis
- États-Unis : 21 septembre 1997 sur UPN Kids
- France : sur France 2

- L'énigme de la partie à résoudre : « C'est une grande rivière dangereuse et sauvage. Réfléchis bien et trouve le bon rivage ».

## Épisode 2:Le Cyclope des mers
- États-Unis : 28 septembre 1997 sur UPN Kids
- France : sur France 2

- L'énigme de la partie à résoudre : « Sur la carte, trouve tes repères. La flèche doit atteindre l'œil du Cyclope des mers ».

## Épisode 3:Un monde d'illusions
- États-Unis : 5 octobre 1997 sur UPN Kids
- France : sur France 2

- L'énigme du Jumanji à résoudre : « Les problèmes d'algèbre sont comme un jeu. Le point culminant pour vous sera le mieux ».
- L'énigme de Brantford à résoudre : « La connaissance est la clef de cette illusion, l'ignorance n'est pas une solution ».

## Épisode 4:Les Ailes de la liberté
- États-Unis : 12 octobre 1997 sur UPN Kids
- France : sur France 2

- L'énigme de la partie à résoudre : « Grâce à elles, tu t'élèves vers le ciel. Aide les oiseaux à retrouver l'usage de leurs ailes ».

## Épisode 5:Le Palais des énigmes perdues
- États-Unis : 19 octobre 1997 sur UPN Kids
- France : sur France 2

- Énigme de la partie à résoudre : « Quand vous réparerez ce qui a été brisé, alors vous saurez que les yeux ont parlé ».

## Épisode 6:Le Maître du jeu
- États-Unis : 26 octobre 1997 sur UPN Kids
- France : sur France 2

- L'énigme principale de la partie à résoudre : « Qui est le fou ? Qui est le sage ? Dans les sables mouvants, la réponse t'attend ».
- L'énigme du joueur prisonnier à résoudre : « Vous pouvez toujours tenter d'échapper à votre destin mais si vous tentez de passer la porte qui n'a pas de clef, ce sera en vain »

## Épisode 7:Robot-Peter
- États-Unis : 2 novembre 1997 sur UPN Kids
- France : sur France 2

- Première énigme de la partie à résoudre : « De l'autre côté de la rivière, l'herbe paraît plus verte. Un simple bâton mène à de grandes découvertes ».
- Deuxième énigme de la partie à résoudre : « L'obéissance aveugle mène au désastre. L'esclave doit se retourner contre le maître, c'est écrit dans les astres ».

## Épisode 8:Les Aventures de Boubou à modeler
- États-Unis : 9 novembre 1997 sur UPN Kids
- France : sur France 2

- L'énigme de la partie à résoudre : « De la boue naît la ruine de la terre. Le seul espoir est dans la magie similaire ».

## Épisode 9:Le Coffret magique
- États-Unis : 16 novembre 1997 sur UPN Kids
- France : sur France 2

- L'énigme de la partie à résoudre : « Le royaume éphémère est une porte vers la lumière. Au fond de l'abysse, jette la malédiction d'hier ».

## Épisode 10:L'Île du désespoir
- États-Unis : 23 novembre 1997 sur UPN Kids
- France : sur France 2

- L'énigme de la partie à résoudre : « Tout crime mérite châtiment mais une grâce arrive toujours à temps ».

## Épisode 11:L'Aventure mémorable d'Alan
- États-Unis : 9 février 1998 sur UPN Kids
- France : sur France 2

- L'énigme de la partie à résoudre : « Découvre la vérité si longtemps cachée et l'identité du visage masqué ».

## Épisode 12:Chasse à l'homme
- États-Unis : 16 février 1998 sur UPN Kids
- France : sur France 2

- L'énigme de la partie à résoudre : « Un traître n'a point d'ami car les aigles jamais n'oublient ».

## Épisode 13:L'Épidémie
- États-Unis : 23 février 1998 sur UPN Kids
- France : sur France 2

- Première énigme de la partie à résoudre : « Tout ce qui brille n'est pas de l'or mais la perle dans ses mains est un vrai trésor ».
- Deuxième énigme de la partie à résoudre : « Déguisé, tu n'as plus d'ennemis et tu peux vaincre la maladie ».